# NGC 797
NGC 797 je spirální galaxie s příčkou v souhvězdí Andromedy. Její zdánlivá jasnost je 12,7m a úhlová velikost 1,6′ × 1,3′. Je vzdálená 259 milionů světelných let, průměr má 120 000 světelných let. Tvoří galakticky vázanou dovjici s galaxií NGC 801. Galaxii objevil 21. září 1786 William Herschel.